# 우리는 길 잃은 작은 새를 보았다
《우리는 길 잃은 작은 새를 보았다》는 황미나가 창작한 만화 작품이다. 황미나의 작품 활동이 제1기 "로맨티시즘의 시절"에서 1980년대 중반의 제2기 "리얼리즘의 시절"로 넘어가는 계기가 된 작품이자, 제2기의 대표적인 작품이기도 하다. 초판 발행 당시 심의로 인하여 원고가 훼손되어 출판되었으며, 서울문화사에서 재판된 단행본 머리말에서 황미나는 작품이 심의로 인하여 본래의 의도에서 "우향우"를 했다고 언급하고 있다.

## 단행본

### 송천문화사
- 우리는 길잃은 작은 새를 보았다 제1권, 1985년 9월 25일
- 우리는 길잃은 작은 새를 보았다 제2권, 1985년 9월 25일
- 우리는 길잃은 작은 새를 보았다 제3권, 1985년 11월 5일
- 우리는 길잃은 작은 새를 보았다 제4권, 1985년 11월 30일
- 우리는 길잃은 작은 새를 보았다 제5권, 1985년 12월 30일
- 우리는 길잃은 작은 새를 보았다 제6권, 1986년 1월 30일
- 우리는 길잃은 작은 새를 보았다 제7권, 1986.년 3월 25일
- 우리는 길잃은 작은 새를 보았다 제8권, 1986년 5월 18일
- 우리는 길잃은 작은 새를 보았다 제9권, 1986년 6월 20일
- 우리는 길잃은 작은 새를 보았다 제10권, 1986년 7월 25일

## 텔레비전 드라마
이 작품을 원작으로 하여 1999년 4월 19일부터  1999년 6월 8일까지 동명의 텔레비전 드라마가 KBS 2TV에서 방영되었다.